# Dmytro Horiha
Dmytro Horiha (en ukrainien : Дмитро Горіга), né le 8 octobre 1997 à Kiev (Ukraine), est un handballeur international ukrainien, jouant au poste d'arrière gauche. En 2023, il quitte le HC Motor Zaporijjia pour le Pays d'Aix Université Club handball.

## Biographie
Dmytro Horiha, originaire de Kiev, est formé au sein du ZNTU-ZAS Zaporijjia. Puis il intègre l'équipe première du HC Motor Zaporijjia lors de la saison 2020-2021. À l'âge de 21 ans, il fait ses débuts en Ligue des champions.
En 2019, il connait sa première sélection avec l'équipe nationale d'Ukraine. Il participe au championnat d'Europe 2020, terminé à la 19e place. Son premier but en sélection était contre la Macédoine le 10 janvier 2020.

## Palmarès

### En club
Compétitions nationales
- Vainqueur du Championnat d'Ukraine (5) : 2019, 2020, 2021, 2022, 2023
- Vainqueur de la Coupe d'Ukraine (4) : 2019, 2020, 2021, 2023
- Vainqueur de la Supercoupe d'Ukraine (uk) (3) : 2018, 2021, 2023

### En sélection
- 19e place au championnat d'Europe 2020
- 24e place au championnat d'Europe 2022